# Mega-sol
Mega-sol är en av Sveriges största solcellsparker belägen i Mosseberg i Arvika.
Parken har 4 080 st installerade solcellspaneler på mer än 250 watt/styck, vilket ger 1,02 megawatt installerad effekt. Solparken tar upp en yta på cirka 40 000 kvm inklusive väg och staket och solcellsytan, som är cirka 6 200 kvm, består av 34 stycken rader med i genomsnitt 120 paneler/rad. Solparken har inhandlats av Arvika Kraft AB.